# 1988年3月3日月食
1988年3月3日月食为一次在协调世界时1988年3月3日出現的月偏食。該次月食半影食分為1.117、全影食分為0.003。偏食維持了7分。

## 概述
這次月食的食分是11.00，偏食維持了7分。

## 基本參數
- 類型：月偏食
- 食甚資料：
  - 日期：1988年3月3日
  - 時間：16:13
  - 月球位置：赤經11.00度、赤緯7.3度
  - 食分：半影食分：1.117、全影食分：0.003
  - 持續時間：偏食7分

## 外部連結
- NASA月食專頁（页面存档备份，存于）（英文）